# La Rochette-du-Buis
La Rochette-du-Buis è un comune francese di 71 abitanti situato nel dipartimento della Drôme della regione dell'Alvernia-Rodano-Alpi.

## Società

### Evoluzione demografica
Abitanti censiti